# La Coma (Abella de la Conca)

Baix de Serra, respecte del terme d'Abella de la Conca

La Coma és una partida rural del terme municipal d'Abella de la Conca, a la comarca del Pallars Jussà.
Està situada a ponent de la vila d'Abella de la Conca, als peus de la Roca de la Coma, al seu costat de migdia, i al nord de la part central de la partida de les Vielles i del Pas de Finestres. Al nord i nord-est limita amb la partida d'Ordins.
Comprèn la parcel·la 318 del polígon 4 d'Abella de la Conca; consta de 18,3853 hectàrees amb tota mena de terrenys, però amb predomini de conreus de secà i ametllerars.

## Etimologia
Es tracta d'un topònim purament descriptiu: és realment una coma. Es tracta, així, doncs, d'un topònim romànic modern, de caràcter descriptiu.